# Slavko Sobin
Slavko Sobin (Split, 1984. november 13. –) horvát színész.

## Életrajz
Sobin 1984. november 13-án született. 18 évesen Los Angelesbe ment színészetet tanulni az Amerikai Színművészeti Akadémián ahol 2007-ben diplomát szerzett. Ezután visszatért Horvátországba, Zágrábba majd szabadúszó művészként színházakban kezdett el dolgozni. 
Bojana Gregorić mellett Sobin adott otthont a 2019-es Horvát Színházi Díj átadásának.

## Filmográfia
Film
- Pillangó (2017)
- Hidegháború (2018)
- 97 perc (2023)

Televíziós szerepek
- A mi kis falunk (2017) mint török kamionsofőr
- Crno-bijeli svijet (2015-2019)
- Ruža vjetrova (2012-2013)
- Loza (2011-2012)
- Najbolje godine (2010)
- Hitna 94 (2008)
- Dolina sunca (2010)
- Django (2022-2023)